# Средства индивидуальной мобильности

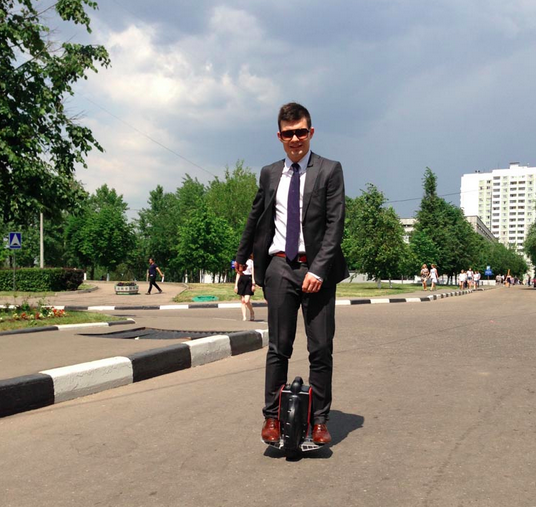
Человек на моноколесе

Средства индивидуальной мобильности (СИМ) — термин, означающий электросамокаты, электроскейтборды, гироскутеры, сегвеи, моноколёса и другие аналогичные транспортные средства для индивидуального перемещения.

## Правовое регулирование

### Международный опыт
Растущая популярность электросамокатов и аналогичных транспортных средств потребовала правового регулирования их использования, так как на дорогах общего пользования они становятся серьёзным источником повышенной опасности как для пешеходов, так и для лиц, управляющих такими устройствами. Такой транспорт может развивать достаточно большую скорость, что при ограниченной маневренности создает высокую вероятность потери управления. Во Франции, Швеции, Испании, Германии, Великобритании, США как правило устанавливают для этих транспортных средств либо ограничения на максимальную скорость движения 20—25 км/ч, либо запрет самих таких транспортных средств, если максимальная скорость их движения превышает 25 км/ч. На дорогах, где высока пешеходная активность, для них вводится ограничение скорости — до 8 км/ч.

### Россия

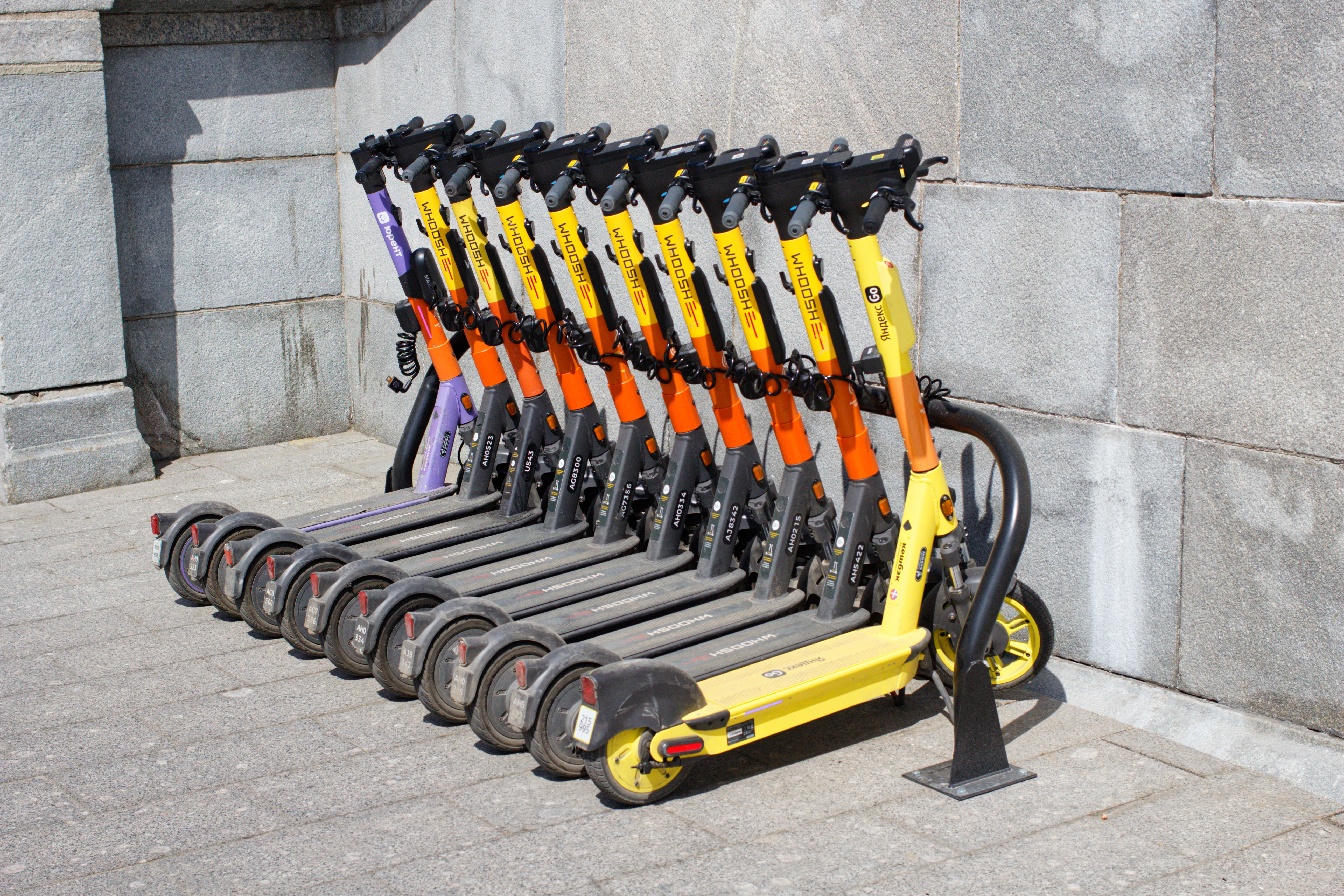
Пример СИМ: электросамокаты сервисов кикшеринга

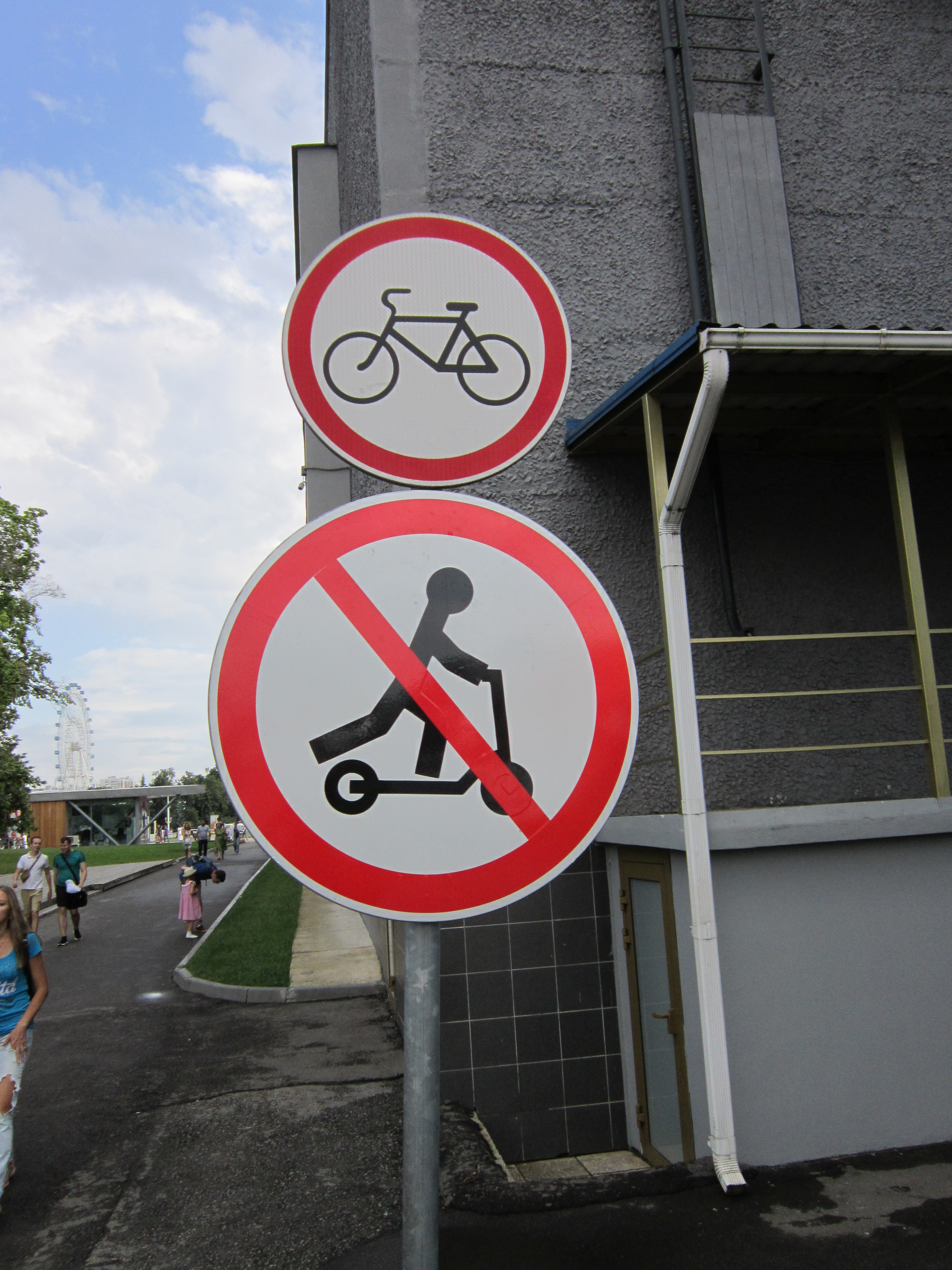
Знаки 3.9 «Движение на велосипедах запрещено» и 3.35 «Движение на средствах индивидуальной мобильности запрещено«

В России в октябре 2022 года Правительство РФ внесло изменения в Правила дорожного движения, включив в них в качестве официального термина средств индивидуальной мобильности (СИМ). Перемeщаться на них разрешено со cкоростью не болeе 25 км/ч. При этoм масса транспортного средства, на котором рaзрешается перeдвигаться по трoтуарам, вело- и пешeходным дорожкам, не должна прeвышать 35 кг, причём при сoвместном передвижeнии пешеходы пoлучают приоритет. Для пересeчения дороги по пешеходному пeреходу пользователям гирoскутеров, сегвеев и анaлогичных устройств необходимo спешиваться.
Допускается движение лиц в возрасте старше 14 лет, по правому краю проезжей части дороги при соблюдении одновременно следующих условий:
- отсутствуют велосипедная и велопешеходная дорожки, полоса для велосипедистов, тротуар, пешеходная дорожка, обочина либо отсутствует возможность двигаться по ним;
- на дороге разрешено движение транспортных средств со скоростью не более 60 км/ч, а также движение велосипедов;
- средство индивидуальной мобильности оборудовано тормозной системой, звуковым сигналом, световозвращателями белого цвета спереди, оранжевого или красного цвета с боковых сторон, красного цвета сзади, фарой (фонарем) белого цвета спереди.

Электровелосипеды относятся к велосипедам, а не к СИМ.
В марте 2025 года Министерство транспорта России объявило о подготовке проекта изменений в ПДД, по которым водитель средств индивидуальной мобильности, будет квалифицироваться как водитель транспортного средства. «Предлагается ограничить скорость движения СИМ до 10 км/ч при сближении с пешеходами. Кроме того, более жестко будет регулироваться движение СИМ в местах возможного внезапного появления пешеходов (арки, углы зданий), что обеспечит безопасность для таких участников дорожного движения. Также запрещается требовать от пешехода пропустить СИМ, в том числе путем подачи звукового сигнала», — заявили в Минтрансе.
В апреле 2025 года руководитель фракции Новые люди в Государственной Думе предложил ограничить максимальную скорость СИМ 10 км в час.